# Maihuenia patagonica
Maihuenia patagonica (Phil.) Britton & Rose, és una espècie fanerògama que pertany a la família de les cactàcies.

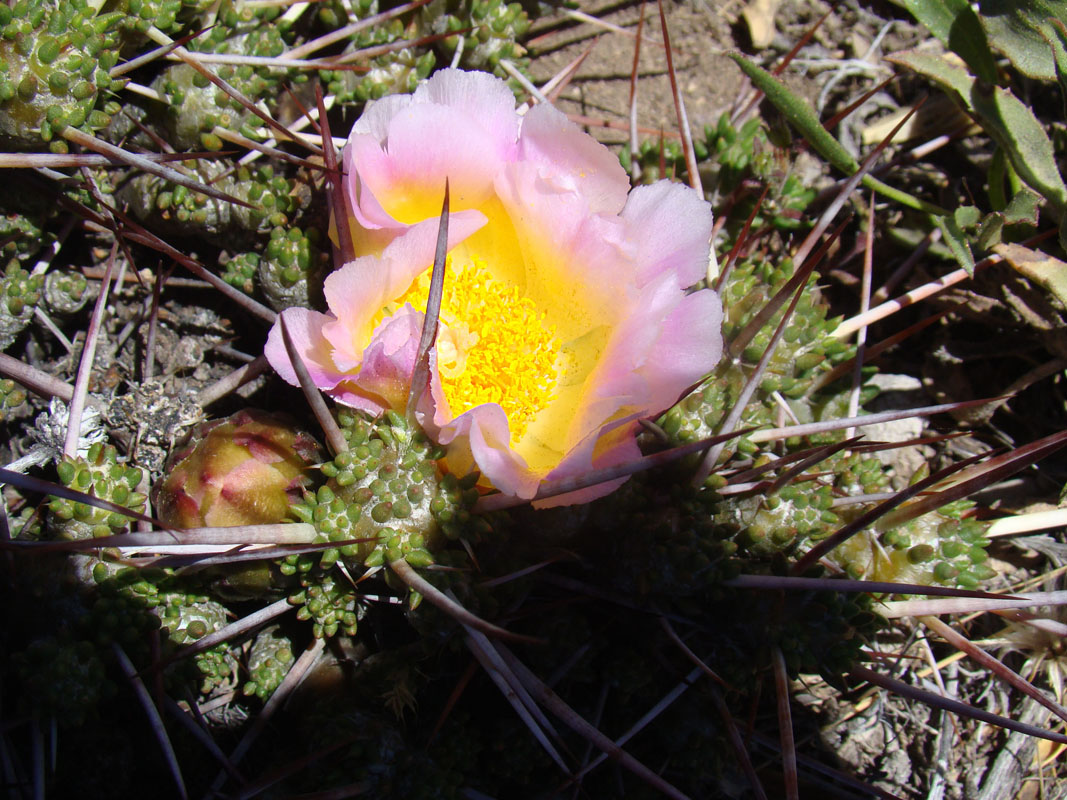
Flor

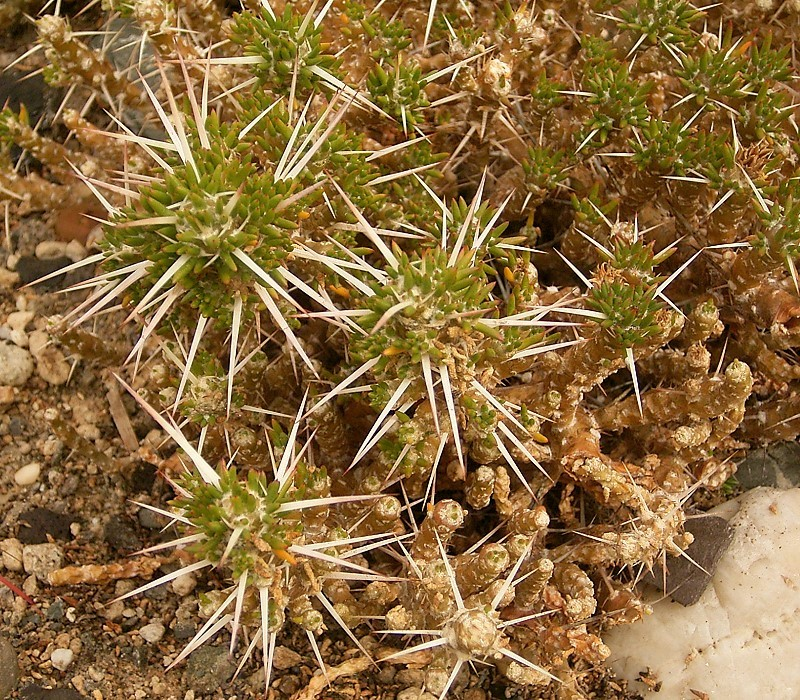
Vista de la planta

## Distribució
És endèmica de l'Argentina i Xile.

## Descripció
És una planta carnosa perenne amb les fulles armades d'espines, de color verd. És una planta amb forma de coixí, de 20 a 30 cm d'alt, densament espinosa. Les espines apareixen en nombre de tres, la central amb una longitud mitjana de 3 cm i les laterals amb una longitud mitjana de 0,8 cm, són de color groc verdós, blanc, gris o vermelloses. Les fulles són carnoses, molt petites, de 2 i 4 mm de longitud. Les flors són acampanades, grans i de color blanc-rosades, on solen aparèixer entre gener i febrer (estiu austral). El fruit és subsec, globós, d'uns 2 cm de diàmetre i de color verd groguenc, i apareix al febrer.

## Taxonomia
Maihuenia patagonica va ser descrita per (Phil.) Britton i Rose i publicat a The Cactaceae; descriptions and illustrations of plants of the cactus family 1: 41. 1919.
Etimologia
Maihuenia: nom genèric que deriva de la paraula "maihuén", amb la qual en l'idioma maputxe denominen a la planta.
patagonica: epítet geogràfic que al·ludeix a la seva ubicació a la Patagònia.
Sinonímia
- Opuntia patagonica
- Maihuenia brachydelphys
- Maihuenia tehuelches
- Maihuenia valentinii
- Maihuenia andicola
- Maiheunia albolanata
- Maihuenia cumulata
- Maihuenia latispina